# Конже сир Орн
Конже сир Орн (фр. Congé-sur-Orne) је насељено место у Француској у региону Лоара, у департману Сарт.
По подацима из 2011. године у општини је живело 342 становника, а густина насељености је износила 30,43 становника/km².

## Демографија
| 1962. | 1968. | 1975. | 1982. | 1990. | 2011. |
| ----- | ----- | ----- | ----- | ----- | ----- |
| 427   | 372   | 292   | 247   | 242   | 342   |